# Impacto de la pandemia de COVID-19 en los grupos de doce pasos

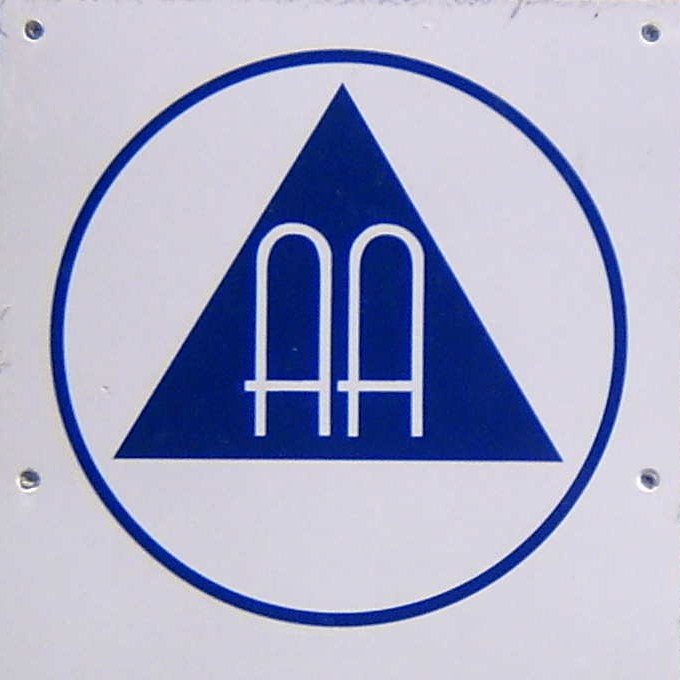
Los grupos tradicionales de Alcohólicos Anónimos se vieron obligados a implementar medidas frente a la pandemia, e incluso a cerrar.

El impacto de la pandemia de COVID-19 en grupos de doce pasos o de autoayuda hace alusión a las consecuencias derivadas de la epidemia afectando directamente la dinámica de terapia de grupos y de recuperación personal a través de los mismos.
La contingencia provocó que los grupos adaptaran sus juntas de manera virtual, además de que oficinas, centros de atención y anexos tuvieron que cerrar de manera temporal para frenar los contagios de COVID-19. A su vez la cuarentena y confinamiento de 2020-2021 obligó a militantes de estos grupos a alejarse de sus programas de recuperación, provocando a su vez una secuela negativa en la salud mental .
La pandemia incrementó también el número de llamadas recibidas a las líneas telefónicas de grupos de autoayuda. Entre las organizaciones directamente afectadas se encontraron Alcohólicos Anónimos, Neuróticos Anónimos, Neuróticos Ayuda Mutua, Narcóticos Anónimos, además de terapias de Al-Anon Alateen. 

## Antecedentes
Los grupos de desarrollo personal, basados en el programa de doce pasos, fueron creados en Estados Unidos en 1935 por Bill W. y el Doctor Bob. A través de la asociación sin fines de lucro Alcohólicos Anónimos, el objetivo inicial fue ayudar a la población que padeciera alcoholismo a recuperarse de esta enfermedad. Basado en esta dinámica, diversos grupos comenzarían a surgir posteriormente para atender otro tipo de dependencias, por ejemplo apoyo para combatir las adicciones a drogas, la obesidad, las apuestas compulsivas, o la sexualidad descoyuntada. El término doce pasos hace referencia entonces a la cronología propuesta por estas terapias para sobrellevar o vencer este tipo de adicciones.
De acuerdo a la literatura propuesta en estos grupos, la recuperación se sustenta en compartir experiencias de desahogo emocional o motivacional frente a otros militantes por medio de una tribuna. De tal manera, los grupos requieren cierto aforo de personas para su funcionamiento íntegro, a nivel terapia y recaudación voluntaria de dinero para mantenerlos. Además, los grupos se respaldan con dinámicas como exposición de temas en específico, asambleas, juntas públicas (para gente no militante), eventos masivos de compartimento, o foros. Muchos grupos también utilizaban el saludo de mano al terminar las juntas de recuperación.

## Impacto de COVID-19
Luego del inicio de la pandemia de Covid-19 originada en China a finales de 2019, las distintas naciones y gobiernos se vieron obligadas a implementar estrictas medidas de confinamiento y restricción de personas para evitar la propagación de la enfermedad. Esta situación afectó directamente a los grupos basados en el programa de doce pasos, en donde el quorum de personas tuvo que reducirse. En Alcohólicos Anónimos, la contención a personas con problemas de alcoholismo se vio en un inicio afectada. El doctor Víctor Macías Zaragoza, jefe de la carrera de Medicina de la Facultad de Estudios Superiores Zaragoza en México refirió que el alcohol aumentó su consumo promedio durante el aislamiento social, alertando que la población de mayor riesgo en este índice fueron adultos jóvenes.
De acuerdo con el periódico El Universal, un estudio realizado por la consultora Nielsen dio como resultado un crecimiento en el consumo de alcohol del 63% del 5 al 11 de abril de 2020 , con respecto a las mismas fechas en 2019. Esta cifra se vio reflejada en las bitácoras de grupos de recuperación, en los que el número de llamadas telefónicas recibidas a las oficinas intergrupales aumentó significativamente. Se estima que algunos miembros recayeron el vicio durante la etapa de aislamiento social.
Durante la emergencia sanitaria por el COVID-19 varias oficinas, espacios de atención y anexos cerraron sus puertas debido al riesgo. Algunas terapias tuvieron que adaptarse a la dinámica virtual a través del inicio de juntas virtuales o videoconferencias de apoyo. Por eso, para seguir en contacto con otros alcohólicos y llegar a los que aún no conocían la comunidad, implementaron nuevas tecnologías que permitieron mantener en pocas horas un gran número de reuniones 'online', a través de plataformas como Skype o Zoom. De esta forma, consiguieron llegar a aquellas personas que necesitaban ayuda durante el confinamiento, a las que están ateniendo tanto online como físicamente. La asociación Neuróticos Anónimos también fortaleció su sitio web a través del portal "Neuróticos Anónimos en Línea", y la implementación de temas vía remota. En Tamaulipas, México, Alcohólicos Anónimos realizó a finales de enero de 2021 una semana temática de conferencias virtual en el ciclo denominado “La epidemia de consumo de alcohol en la crisis del Covid-19”. Los grupos de Neuróticos Ayuda Mutua adaptaron sus horarios de junta con base en los lineamientos sugeridos.
La pandemia sin embargo no causó el cierre total de los grupos de doce pasos. En un artículo para Los Angeles Times, Marisa Gerber entrevistó a diferentes militantes de grupos en Estados Unidos, quienes coincidieron en que estos no podían dejar de funcionar en su totalidad ya que no se podía prever cuando alguien en desesperación requiriera la ayuda. Algunos grupos implementaron entonces las precauciones requeridas, como evitar los apretones de manos y reducir el servicio de bocadillos o botanas durante la junta. Otros comenzaron a crear planes de contingencia en caso de que no puedan reunirse en persona, como el intercambio de números de teléfono, correos electrónicos y cuentas de redes sociales para que los miembros pudieran registrarse entre ellos. El COVID-19 alcanzó a militantes de dichos grupos, presentándose contagios y fallecimientos en ellos. En octubre de 2021, en Tamaulipas se registró un brote de COVID-19 en un anexo de Alcohólicos Anónimos.
En Cuba un estudio elaborado por la Revista Cubana de Medicina Militar, seleccionó como herramienta de ayuda los "Boletines de autoayuda", folletos comunes en grupos de doce pasos, los cuales proporcionan herramientas para desarrollar estrategias de afrontamiento ante la crisis por la COVID-19. Los "Boletines de autoayuda" se sustentaron en temas como: autoconocimiento; proyectos de vida; gestión de emociones; manejo de pensamientos intrusos; confianza en sí mismo; interacción familiar; apoyo emocional; resolución de conflictos; salud cognitiva; autocuidado; adultos mayores; necesidades educativas especiales; violencia intrafamiliar, y pautas para un regreso a la "normalidad".

## Lectura complementaria
- Grupos AA siguen prestando ayuda, pese a pandemia (Diario de Xalapa).
- Página Oficial de Neuróticos Ayuda Mutua.
- Alcohólicos Anónimos y otros programas de 12 pasos para el alcoholismo - Artículo en CochRane (en español).
- Blog de Alcohólicos Anónimos).

- Datos: Q110103540